# 井上達男
井上 達男（いのうえ たつお、1961年2月23日 - ）は、日本の会計学者。大阪府出身。財務会計、国際会計、会計数値による企業価値評価が専門であり、実証的アプローチに基づく研究手法を得意とする。関西学院大学商学部教授。公認会計士試験委員（2014年度 - ）。

## 経歴
- 1979年3月　関西学院高等部卒業。
- 1979年4月　関西学院大学商学部入学。
- 1981年10月 公認会計士試験にその年の最年少20歳で合格する。
- 1983年3月　関西学院大学商学部卒業。
- 1985年3月　関西学院大学商学研究科博士課程前期課程修了。
- 1988年3月　関西学院大学商学研究科博士課程後期課程単位取得退学。
- 1988年4月　関西学院大学商学部専任講師。
- 1992年4月　関西学院大学商学部助教授。
- 1998年4月　関西学院大学商学部教授。
- 2000年1月　著書『アメリカ外貨換算会計論（改訂増補版）』により、関西学院大学より商学博士の学位を授与される。
- 2016年4月　関西学院大学商学部長に就任。

## 著書・訳書
- 『財務諸表概論』（深津比佐夫・武田隆一と共著）（同文館、1993年6月。1996年3月（改訂版））
- 『アメリカ外貨換算会計論』（同文舘、 1996年9月。1999年12月（改訂増補版））
- S.H,ペンマン著『財務諸表分析と証券評価』（杉本徳栄・梶浦昭友と共訳）（白桃書房、2005年4月）
- ダン・ハーマン、井上達男、ウェイン・トーマス編『会計制度の実証的検証』（中央経済社、  2009年3月）
- 『エッセンシャル財務会計』（山地範明と共著）（中央経済社、2013年3月、第4版、2021年3月）

その他共著・論文が多数あり。なお、ダン・ハーマン、ウェイン・トーマスと共に執筆した論文の1つである"The Sale Of Assets To Manage Earnings In Japan"（上記の『会計制度の実証的検証』の中にも邦訳されて掲載されている）が、米国の3大メジャー誌の一角を占めるJournal of Accounting Researchに掲載されている。

## 門下生（研究者）
- 藤田直樹（研究者） - 静岡産業大学経営学部講師